# 阿达德尼拉里一世
阿达德尼拉里一世（活动时期公元前13世纪）亚述中王国的国王（按不同的年代系统，在位时间为前1307年~前1275年或前1295年~前1263年）。他是最早的可以得知其在位时代具体编年的亚述君主之一。
阿达德尼拉里一世是一个好战的国王，他为亚述国家带来了一系列军事成果。在他的统治下，亚述王国开始在美索不达米亚地区扮演重要角色。
阿达德尼拉里一世首先征服了美索不达米亚北部。一些保存下来的记载提到，他在卡尔-伊什塔尔战役中打败了加喜特人的国王纳齐马鲁塔什。在与西亚另一重要国家米坦尼的战争中，阿达德尼拉里一世彻底击败了米坦尼国王沙图瓦拉一世，迫使米坦尼臣服于亚述；由于这一胜利，他实际上已经控制了整个美索不达米亚。但是，在与赫梯的战争中，阿达德尼拉里一世又失掉了大部分获得的地盘。在东方，阿达德尼拉里一世成功地防御了山地部落的侵袭。
纽约大都会艺术博物馆收藏有阿达德尼拉里一世的一柄青铜剑。 